# Sanne de Bakker
Sanne de Bakker (Nieuwkoop, 4 mei 1972) is een Nederlandse kinderboekenschrijfster.

## Biografie
De Bakker woonde in haar jeugd behalve in Nederland in Californië, Engeland en Parijs. Het was in Engeland dat ze leerde schrijven, in het Engels, op een school in de buurt van Crowtowne. Samen met haar vader schreef ze toen een boekje over een muis. Terug in Nederland had ze moeite met de Nederlandse taal en kreeg spraakles. De rest van haar jeugd woonde ze in Noordwijk.
Tegen het einde van de middelbare school, waar ze de havo volgde, verhuisde De Bakker naar Parijs. Ze wilde terug naar Noordwijk en ging in haar eentje in het ouderlijk huis wonen. Na de middelbareschool ging ze in Amsterdam wonen, waar ze een eenjarige theateropleiding volgde omdat ze actrice wilde worden. Ze was een aantal jaren pasmodel waarna ze op vijfentwintigjarige leeftijd begon met de opleiding aan de Schrijversvakschool in Amsterdam. Een paar maanden na haar afstuderen verscheen het eerste kinderboek en ze werd fulltime schrijfster.
Naast het schrijven van kinderboeken publiceert ze ook in het meisjestijdschrift Tina.

## Thema's
In veel van de boeken van De Bakker zit muziek. Soms omdat er een cd bij de boeken zit (Theateracademie.nl), soms omdat het over een muzikant gaat (De kleine Mozart op wereldreis). In andere boeken draait het verhaal niet om muziek, maar komt er wel iemand in voor die een muziekinstrument bespeelt of van muziek houdt. Andere boeken, vooral de prentenboeken, gaan over dieren.

## Nominaties en prijzen
| Jaar | Boek                     | Resultaat | Prijs              | Categorie                               |
| ---- | ------------------------ | --------- | ------------------ | --------------------------------------- |
| 2003 | Bang voor meester Tark?! | Gewonnen  | Hotze de Roosprijs | Beste debuterende kinderboekenschrijver |

- Digitale Bibliotheek voor de Nederlandse Letteren: bakk093
- Gemeinsame Normdatei: 130817449
- International Standard Name Identifier: 0000 0000 2061 5660
- Nederlandse Thesaurus van Auteursnamen: 244282234
- Virtual International Authority File: 20798954
- WorldCat: E39PBJp9y4gq4hcGyxp4mJYQMP